# سعدیه عظمت
سعدیه عظمت (به انگلیسی: Sadia Azmat) و اردو: عظمت سعدیہ (زاده ۱۹۹۰) استندآپ کمدین و کمدین انگلیسی پاکستانی‌تبار است.